# Chauffourt
Chauffourt je francouzská obec v departementu Haute-Marne v regionu Grand Est. V roce 2013 zde žilo 203 obyvatel.

## Poloha
Sousední obce jsou: Bonnecourt, Dampierre, Frécourt, Poinson-lès-Nogent, Sarrey a Val-de-Meuse.

## Vývoj počtu obyvatel
Počet obyvatel